# Schlamingschlössl
Das Schlamingschlössl liegt im Ortsteil Schlaming der Gemeinde Pfarrwerfen im Bezirk St. Johann im Pongau im Bundesland Salzburg (Schlaming 12).

## Geschichte
Die Herren von Schlaming sind im 15. und 16. Jahrhundert nachweisbar. Eine Katharina Schlaminger war mit dem Erasmus von Khuenburg verheiratet (das entsprechende Epitaph mit der Jahreszahl 1585 befindet sich in der Pfarrkirche von Pfarrwerfen).

## Schlamingschlössl heute
Der Bau liegt zwischen Werfen und Pfarrwerfen am orographisch rechten Salzachufer neben dem Schlaminggut. Es ist ein einstöckiges und mit einem Walmdach gedecktes Gebäude. Es wird durch eine gelbe Bänderung und gelbe Ecklisenen gegliedert. Durch seinen annähernd quadratischen Grundriss erweckt es einen turmartigen Eindruck. Es wird heute als Zuhäusl des dazugehörigen Guts verwendet.